# Емі Полер
Емі Мередіт Полер (англ. Amy Meredith Poehler; 16 вересня 1971, Ньютон, Массачусетс) — американська акторка, комікеса, телережисерка, сценаристка, телепродюсерка, співачка та письменниця. Лауреатка премій «MTV Movie Awards 2009» і «Золотий глобус» (2014). Шоуранерка та зірка комедійного серіалу «Парки та зони відпочинку».

## Життєпис
Народилася 16 вересня 1971 році в місті Ньютона, Массачусетс. Виросла в родині викладачів Ейлін і Вільяма Полерів. В Емі ірландське коріння, її сім'я належить до католицької церкви. У 1993 році закінчила коледж в Бостоні, пізніше брала участь в університетській трупі комедії та імпровізації.
Після закінчення Бостонського коледжу в 1993 році Емі Полер переїхала до Чикаго, де познайомилася з імпровізаційним театром і приєдналася до найстаршої американської комедійної трупи My mother's Fleabag. Тоді ж познайомилася із Тіною Фей, яка стала їй близькою подругою.
В 2001 році Полер почала виступати з гумористичними сценками у популярному шоу «Суботнього вечора в прямому ефірі». Вже протягом першого сезону вона отримала пропозицію приєднатися до трупи, ставши третьою в команді, хто отримали таке визнання. У «Суботнього вечора у прямому ефірі» Емі Полер часто виступала в парі зі своєю подругою Тіною Фей.
Емі Полер покинула передачу у жовтні 2008 року у зв'язку з вагітністю і відразу ж оголосила, що запустить на каналі NBC новий комедійний серіал «Парки та зони відпочинку», в якому виконала головну роль. Полер отримала роль заступниці директора департаменту парків Леслі Ноуп у вигаданому місті Поні в штаті Індіана. З кожним сезоном ситком набирав популярності.
Шоу «Парки та зони відпочинку» принесли Емі Полер 5 номінацій на премію «Еммі», у тому числі три — у категорії «Найкраща комедійна акторка», один раз вона номінувалася як продюсерка, а в 2012 році вперше номінувалася як авторка сценарію. Також у 2012 році Емі Полер отримала номінацію на «Золотий глобус» як найкраща акторка в комедійному серіалі.
В перервах між зйомками на телебаченні Емі Полер з'являється і в кіно. Її можна побачити у фільмах «Спекотне американське літо» (2001), «Погані дівчиська» (2004), «Диявол і Деніел Вебстер» (2004), «Казки півдня» (2006), «Вибір долі» (2006), «Ой, мамочки» (2008). Крім того, Емі Полер постійно озвучує мультфільми. Вона брала участь у роботі над такими хітами, як «Елвін та бурундуки 2» і «Елвін та бурундуки 3», «Монстри проти прибульців», «Шрек Третій».

### Особисте життя
Влітку 2003 року Полер одружилася з актором Віллом Арнеттом, з яким знімалася в ситкомі каналу Fox «Уповільнений розвиток». В жовтні 2008 року народила сина Арчібальда Вільяма Емерсона Арнетта. У серпні 2010 народила сина Абеля Джеймса Арнетта.
Емі Полер живе з сім'єю в нью-йоркському районі Трібека.
Вілл Арнетт подав на розлучення у травні 2014. Пара офіційно розлучилася 29 липня 2016.

## Фільмографія
| Рік       |    | Українська назва                   | Оригінальна назва                       | Роль                      |
| --------- | -- | ---------------------------------- | --------------------------------------- | ------------------------- |
| 1998      | ф  |                                    | Tomorrow Night                          | жінка                     |
| 1998      | ф  |                                    | Saving Manhattan                        | Крістен                   |
| 1999      | ф  | Чоловік за викликом                | Deuce Bigalow: Male Gigolo              | Рут                       |
| 2000      | кф |                                    | Zoe Loses It                            | Пінк                      |
| 2001      | ф  |                                    | Wet Hot American Summer                 | Сьюзі                     |
| 2003      | ф  | Диявол і Деніел Вебстер            | Shortcut to Happiness                   | Моллі Гілхрест            |
| 2004      | ф  | Погані дівчиська                   | Mean Girls                              | місіс Джордж              |
| 2004      | ф  | Заздрість                          | Envy                                    | Наталі Вандерпарк         |
| 2004      | ф  |                                    | Wake Up, Ron Burgundy: The Lost Movie   | касир у банку             |
| 2004—2005 | с  | Уповільнений розвиток              | Arrested Development                    | Дружина Гоб               |
| 2006      | ф  |                                    | Southland Tales                         | Вероніка Мунг / Мрія      |
| 2006      | ф  |                                    | Man of the Year                         | камео                     |
| 2006      | ф  |                                    | Tenacious D in The Pick of Destiny      | офіціантка                |
| 2006      | ф  |                                    | The Ex                                  | Керол Лейн                |
| 2007      | ф  |                                    | Blades of Glory                         | Фейрчайлд Ван Вальденберг |
| 2007      | ф  |                                    | On Broadway                             | Фарра                     |
| 2007      | мф | Шрек Третій                        | Shrek the Third                         | Сніжна королева           |
| 2007      | ф  |                                    | Mr. Woodcock                            | Меґі Гофман               |
| 2007      | ф  |                                    | Girl Missing                            | Віккі                     |
| 2007      | ф  |                                    | Wild Girls Gone                         | Дорін                     |
| 2008      | мф | Хортон                             | Horton Hears a Who!                     | Сніжна королева           |
| 2008      | ф  | Ой, матінко                        | Baby Mama                               | Енджі Островськи          |
| 2008      | ф  |                                    | Hamlet 2                                | Крикет Фельдштейн         |
| 2009      | ф  |                                    | Spring Breakdown                        | Гейл                      |
| 2009      | мф | Монстри проти чужих                | Monsters vs. Aliens                     | комп'ютер Галактазара     |
| 2009—2020 | с  | Парки та зони відпочинку           | Parks and Recreation                    | Леслі Ноуп                |
| 2009      | мф | Елвін та бурундуки 2               | Alvin and the Chipmunks: The Squeakquel | Елеонора Міллер           |
| 2010      | мф | Позичайка Аріетті                  | 借り ぐらし の アリエッティ             | Хомілі                    |
| 2010      | ф  |                                    | Freak Dance                             | Ліліан                    |
| 2011      | мф |                                    | Hoodwinked Too! Hood vs. Evil           | Гретель                   |
| 2011      | мф | Елвін та бурундуки 3               | Alvin and the Chipmunks: Chipwrecked    | Елеонора Міллер           |
| 2013      | ф  |                                    | A.C.O.D.                                | Сондра                    |
| 2013      | ф  |                                    | Are You Here                            | Террі Коултер             |
| 2013      | мф |                                    | Free Birds                              | Дженні                    |
| 2013      | ф  | Телеведучий: Легенда продовжується | Anchorman 2: The Legend Continues       | репортер                  |
| 2014      | ф  |                                    | They Came Together                      | Моллі                     |
| 2015      | мф | Думками навиворіт                  | Inside Out                              | Радість                   |
| 2015      | ф  |                                    | A Very Murray Christmas                 | Ліз                       |
| 2015      | ф  | Сестри                             | Sisters                                 | Маура Елліс               |
| 2017      | ф  | Операція «Казино»                  | The House                               | Кейт Йогансен             |
| 2019      | ф  | Винна країна                       | Wine Country                            | Еббі                      |
| 2021      | ф  | Моксі                              | Moxie                                   | Ліза                      |
| 2024      | мф | Думками навиворіт 2                | Inside Out 2                            | Радість                   |